# Frederico Guilherme I, Duque de Saxe-Weimar
Frederico Guilherme I, (25 de abril de 1562, Weimar – 7 de julho de 1602, Weimar) foi um duque de Saxe-Weimar. Era o filho mais velho de João Guilherme, Duque de Saxe-Weimar e da princesa Doroteia Susana do Palatinado-Simmern.

## Vida

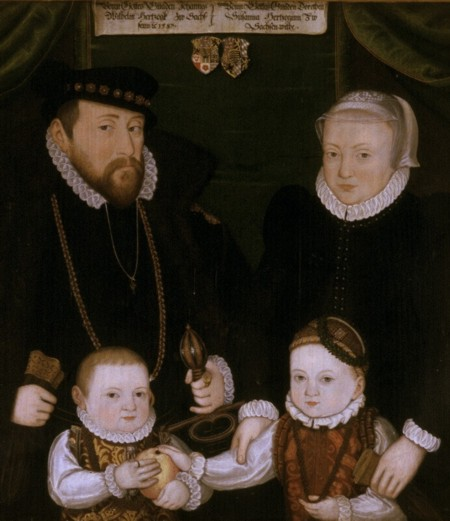
Frederico Guilherme, em criança, com os pais e a irmã.

Na altura em que o seu pai morreu (1573), Frederico Guilherme ainda era menor de idade, o que tornou necessário nomear um governo de regência para o ducado. A sua mãe, a duquesa-viúva Doroteia Susana, tentou, mas não conseguiu impedir que o príncipe-eleitor Augusto da Saxónia - da linha Albertina - fosse nomeado regente em vez dela.
Em 1586, Frederico Guilherme foi declarado adulto e deu início ao seu governo independente de Saxe-Weimar. Cinco anos depois, em 1591, o príncipe-eleitor Cristiano I da Saxónia morreu e foi sucedido pelo seu filho mais velho Cristiano II. Uma vez que o novo príncipe-eleitor ainda era menor de idade, a regência foi atribuída a Frederico Guilherme. Com o título de Administrator des Sächsischen Kurstaates (Administrador do Eleitorado da Saxónia) Frederico Guilherme passou a viver em Torgau, e negligenciou o governo do seu ducado, que passou a ser governado pelo seu irmão mais novo, João, que, de acordo com a lei dos ducados ernestinos, era já responsável por uma parte do governo.
Em 1601, quando terminou o período de regência no Eleitorado da Saxónia, Frederico Guilherme regressou a Weimar. No entanto, uma vez que morreu apenas um ano depois, não deixou vestígios significativos na Histórica do ducado.

## Casamento e filhos
Em Weimar, a 5 de Maio de 1583, Frederico casou-se com a sua primeira esposa, a princesa Sofia, filha de Cristóvão, Duque de Württemberg. Tiveram seis filhos:
1. Doroteia Maria de Saxe-Weimar (8 de Maio de 1584 – 9 de Setembro de 1586), morreu aos dois anos de idade.
2. João Guilherme, Príncipe-herdeiro de Saxe-Weimar (30 de Junho de 1585 – 23 de Janeiro de 1587), morreu aos dezassete meses de idade.
3. Frederico de Saxe-Weimar (26 de Setembro de 1586 – 19 de Janeiro de 1587), morreu aos três meses de idade.
4. Doroteia Sofia de Saxe-Weimar (19 de Dezembro de 1587 – 10 de Fevereiro de 1645), princesa-abadessa de Quedlimburgo (1618)
5. Ana Maria de Saxe-Weimar (31 de Março de 1589 – 15 de Dezembro de 1626)
6. Filho nado-morto (21 de Julho de 1590).

Em Neuburg an der Donau a 9 de Setembro de 1591, Frederico Guilherme casou-se com a sua segunda esposa, a princesa Ana Maria, filha de Filipe Luís, Conde Palatino de Neuburgo. Tiveram seis filhos:
1. João Filipe, Duque de Saxe-Altemburgo (25 de Janeiro de 1597 – 1 de Abril de 1639), duque de Saxe-Altemburgo entre 1602 e 1639. Casou-se com a princesa Isabel de Brunswick-Wolfenbüttel; com descendência.
2. Ana Sofia de Saxe-Weimar (3 de Fevereiro de 1598 – 20 de Março de 1641), casada com o duque Carlos Frederico de Münsterberg-Öls.
3. Frederico, Duque de Saxe-Altemburgo (12 de Fevereiro de 1599 – 24 de Outubro de 1625), morreu em batalha sem deixar descendentes.
4. João Guilherme, Duque de Saxe-Altemburgo (13 de Abril de 1600 – 2 de Dezembro de 1632), morreu num acampamento militar sem deixar descendentes.
5. Doroteia de Saxe-Altemburgo (26 de Junho de 1601 – 10 de Abril de 1675), casada com Alberto IV, Duque de Saxe-Eisenach.
6. Frederico Guilherme II, Duque de Saxe-Altemburgo (12 de Fevereiro de 1603 –  22 de Abril de 1669), duque de Saxe-Altemburgo entre 1639 e 1669. Casado primeiro com a princesa Sofia Isabel de Brandemburgo; sem descendência. Casado depois com a condessa Madalena Sibila da Saxónia; com descendência.

## Genealogia
| Frederico Guilherme I, Duque de Saxe-Weimar | Pai: João Guilherme, Duque de Saxe-Weimar  | Avô paterno: João Frederico I, Eleitor da Saxônia | Bisavô paterno: João, Eleitor da Saxónia                   |
| Frederico Guilherme I, Duque de Saxe-Weimar | Pai: João Guilherme, Duque de Saxe-Weimar  | Avô paterno: João Frederico I, Eleitor da Saxônia | Bisavó paterna: Sofia de Mecklemburgo                      |
| Frederico Guilherme I, Duque de Saxe-Weimar | Pai: João Guilherme, Duque de Saxe-Weimar  | Avó paterna: Sibila de Cleves                     | Bisavô paterno: João III, Duque de Cleves                  |
| Frederico Guilherme I, Duque de Saxe-Weimar | Pai: João Guilherme, Duque de Saxe-Weimar  | Avó paterna: Sibila de Cleves                     | Bisavó paterna: Maria de Jülich-Berg                       |
| Frederico Guilherme I, Duque de Saxe-Weimar | Mãe: Doroteia Susana do Palatinado-Simmern | Avô materno: Frederico III, Eleitor Palatino      | Bisavô materno: João II, Conde Palatino de Simmern         |
| Frederico Guilherme I, Duque de Saxe-Weimar | Mãe: Doroteia Susana do Palatinado-Simmern | Avô materno: Frederico III, Eleitor Palatino      | Bisavó materna: Beatriz de Baden                           |
| Frederico Guilherme I, Duque de Saxe-Weimar | Mãe: Doroteia Susana do Palatinado-Simmern | Avó materna: Maria de Brandemburgo-Kulmbach       | Bisavô materno: Casimiro, Marquês de Brandemburgo-Bayreuth |
| Frederico Guilherme I, Duque de Saxe-Weimar | Mãe: Doroteia Susana do Palatinado-Simmern | Avó materna: Maria de Brandemburgo-Kulmbach       | Bisavó materna: Susana da Baviera                          |